# NGC 753
NGC 753 è una vasta galassia a spirale intermedia situata nella costellazione di Andromeda, a una distanza di circa 222 milioni di anni luce dalla nostra Via Lattea.

## Scoperta
La galassia è stata scoperta il 16 settembre 1865 dall'astronomo prussiano Heinrich d'Arrest.

## Descrizione
NGC 753 ha una classe di luminosità II-III e presenta una larga riga a 21 cm dell'idrogeno neutro.
Data la sua luminosità superficiale pari a 14,19, NGC 753 può essere classificata come una galassia a bassa luminosità superficiale (nella letteratura in lingua inglese abbreviata in LSB, acronimo di Low Surface Brightness). Le galassie LSB sono galassie di tipo diffuso (D) con una luminosità superficiale inferiore di almeno una magnitudine a quella del cielo notturno circostante.

## Supernova
Il 26 settembre 1954, all'interno di NGC 753 è stata scoperta la supernova SN 1954E dall'astrofisico Fritz Zwicky. Non è stato possibile determinare a quale tipo appartenesse la supernova.

## Gruppo di NGC 669
NGC 753 fa parte del Gruppo di NGC 669, un raggruppamento che comprende almeno 34 galassie situate nelle costellazioni di Andromeda e del Triangolo. La distanza media tra il centro di massa del gruppo e la nostra Via Lattea è di 224 milioni di anni luce. Di queste galassie, 15 sono incluse nel New General Catalogue e 3 nell'Index Catalogue.